# Авантюристы (фильм, 2014)
«Авантюристы» — российский художественный фильм режиссёра Константина Буслова. Премьера фильма состоялась 10 апреля 2014 года.

## Сюжет
Катя и Андрей прилетают на Мальту накануне своей свадьбы и в дайвинг-центре случайно сталкиваются с Максом, дайвером и бывшим женихом Кати. Макс предлагает заняться дайвингом всем вместе. Во время одного из погружений Катя находит фрагмент спасательного жилета с номером немецкой подлодки времен Второй мировой. Проведя расследование, ребята выясняют, что в 1940 году эсэсовцами с острова были похищены реликвии, но до Германии они так и не добрались. Катя, Андрей и Макс погружаются в увлекательные поиски сокровищ, которые приведут их не только к приключениям, но и к любовным переживаниям.

## В ролях
- Константин Хабенский — Макс
- Светлана Ходченкова — Катя
- Денис Шведов — Андрей

## Съёмки
Светлана Ходченкова прилетела на Мальту на две недели раньше начала съёмок, чтобы брать уроки по дайвингу.